# فایز بندر
فایز بندر (انگلیسی: Fayez Bandar؛ زادهٔ ۷ دسامبر ۱۹۸۳) بازیکن فوتبال اهل کویت بود.
از باشگاه‌هایی که در آن بازی کرده‌است می‌توان به باشگاه ورزشی القادسیه کویت اشاره کرد.
وی همچنین در تیم ملی فوتبال کویت بازی کرده‌است.